# Carl Hieronymus Euler
Carl Hieronymus Euler (* 1834 in Basel; † 27. November 1901 in Rio de Janeiro) war ein schweizerisch-brasilianischer Vogelsammler und Ornithologe.

## Leben
Nach Beendigung des Gymnasiums in Basel wanderte Euler 1853 nach Brasilien aus. Bei Cantagalo nahe Rio de Janeiro erwarb er die Farm Fazenda do Born Vallé. Daneben bekleidete er das Amt des Schweizer Vizekonsuls in Rio de Janeiro. In seiner Freizeit widmete er sich der Vogelbeobachtung in seiner Umgebung. Als Euler 1867 Kontakt mit Jean Louis Cabanis aufnahm, wurden mehrere seiner Fachbeiträge zur Fortpflanzungsbiologie brasilianischer Vogeltaxa im Journal für Ornithologie veröffentlicht. Seine Arbeiten über die Brut und die Eier brasilianischer Vögel wurden in den Jahrgängen 1867 bis 1869 veröffentlicht. 1877 musste Euler seine Vogelstudien in Cantagalo abbrechen und nach Rio de Janeiro übersiedeln. Sein Kontakt mit Hermann von Ihering ermöglichte es ihm jedoch, seine ornithologische Arbeit fortzusetzen. Eulers Aufzeichnungen wurden 1900 in Iherings Werk Revista do Museo Paulista veröffentlicht. Euler erforschte die Nester, Eier und Brutzeiten von 223 Vogeltaxa. Daneben war er ein leidenschaftlicher Vogelsammler, dessen Balgmaterial im Berliner Museum für Naturkunde und im Brasilianischen Nationalmuseum in Rio de Janeiro aufbewahrt wird.

## Dedikationsnamen
Cabanis benannte den Euler-Schnäppertyrann (Lathrotriccus euleri) zu Ehren von Carl Euler. In seiner Erstbeschreibung schrieb er:

„Herr Consul Euler in Cantagallo, zu Ehren dessen ich diese neue Art benenne, hat in seinem verstehenden „Beiträgen“ höchst schätzenswerthe Beobachtungen über die Lebensweise dieser Art geliefert und dem Berliner Museum ein Exemplar derselben zugesandt.“

Ferner ehrte er Euler im Artepitheton des Perlbrustkuckucks (Coccyzus euleri).

## Werke
- Beiträge zur Naturgeschichte der Vögel Brasiliens - I. In: Journal für Ornithologie. Band 15, 1867, S. 177–198 (archive.org [abgerufen am 17. August 2011]).
- Beiträge zur Naturgeschichte der Vögel Brasiliens - II. In: Journal für Ornithologie. Band 15, 1867, S. 217–233 (archive.org [abgerufen am 17. August 2011]).
- Beiträge zur Naturgeschichte der Vögel Brasiliens - III. In: Journal für Ornithologie. Band 15, 1867, S. 399–420 (archive.org [abgerufen am 17. August 2011]).
- Beiträge zur Naturgeschichte der Vögel Brasiliens - IV. In: Journal für Ornithologie. Band 16, 1868, S. 182–194 (archive.org [abgerufen am 17. August 2011]).
- Beiträge zur Naturgeschichte der Vögel Brasiliens - V. In: Journal für Ornithologie. Band 17, 1869, S. 241–255 (archive.org [abgerufen am 17. August 2011]).